# Lavotchkin La-152
O Lavotchkin La-152, chamado pela Força Aérea dos Estados Unidos de Type 4, e suas versões, foi um protótipo de caça projetado e fabricado pela OKB Lavotchkin logo após o fim da Segunda Guerra Mundial. 
Derivado do Lavotchkin La-150, a intenção era introduzir uma aeronave com melhor desempenho, facilitando também os trabalhos de manutenção. O Izdeliye 152 utilizou vários motores diferentes (incluindo uma versão com pós-combustão) em um total de quatro variantes, sendo além da versão inicial, a Izdeliye 154, Izdeliye 156 e Izdeliye 174TK. 
Mesmo após essas várias tentativas, o programa foi cancelado devido a outros caças com motores mais potentes e asas enflechadas demonstrarem-se superiores. 

## Projeto e desenvolvimento

### Izdeliye152
Após o sucesso limitado do 150, drásticas mudanças foram introduzidas para melhorar o desempenho e facilitar a manutenção. O motor RD-10, com um empuxo de 8,8 kN, moveu-se para a frente do nariz e sua capota formada a parte inferior da fuselagem dianteira. Esta posição minimizou as perdas de empuxo devido ao comprimento do duto de admissão, permitindo que o motor fosse trocado com maior facilidade em relação ao seu antecessor. A cabine de pilotagem foi alargada e movida para uma posição sobre as asas média, logo acima da tubeira de exaustão do motor. A parte traseira do assento do piloto era blindada e era também protegido por uma placa de blindagem à sua frente e um para-brisa também blindado. Três tanques de combustível foram posicionados à frente da cabine e um atrás, com uma capacidade total de 620 kg de combustível. A asa removível, montada a nível médio utilizava vários aerofólios distintos ao longo de sua envergadura. Cada lado da asa tinha uma única longarina, flaps com slot e ailerons. O trem de pouso triciclo retraía para dentro da fuselagem. Era armada com três canhões automáticos de 23 mm Nudelman-Suranov NS-23, dois no estibordo e uma a bombordo. Cada arma podia disparar 50 tiros.
O 152 fez seu voo inaugural em 5 de dezembro de 1946 e os testes do fabricante foram concluídos em 23 de junho de 1947. Os testes de aceitação do Estado começaram em 12 de julho, mas o protótipo se acidentou no oitavo voo quando o motor falhou durante a aproximação. A velocidade máxima atingida pelo 152 antes de sua queda foi de apenas 840 km/h.

### Izdeliye154
A OKB Lavotchkin decidiu então melhorar o desempenho do 152 no final de 1946 ao substituir o RD-10 com um turbojato mais potente, o Lyulka TR-1, com 12,3 kN de empuxo. O projeto foi concluído em setembro de 1947 e a construção de um protótipo se iniciou logo após, mas o motor ainda não estava pronto para testes e o projeto foi cancelado. A única diferença significativa do 152 era de que cada canhão podia agora disparar 75 tiros.

### Izdeliye156
Enquanto isso, a OKB vinha desenvolvendo duas versões com pós-combustão do RD-10, para aumentar o empuxo deste motor. O modelo mais bem-sucedido era apenas 100 mm mais comprido, com um peso adicional de 31 kg em relação ao motor original. Seu empuxo, entretanto, era aumentado em 3,3 kN, mais de 30% de aumento. Este motor foi designado como izdeliye YuF pela OKB e foi instalado em um protótipo do 152 em novembro de 1946, inicialmente designado como 150D (Dooblyor - Segundo). Isto foi alterado para 156 no mês seguinte.
Além do motor mais potente, a aeronave agora tinha um assento ejetor, blindagem adicional na cabine e um canopy revisado. Ainda mais importante, foi equipado com uma asa nova, com uma maior envergadura e mais área de superfície; também possuía um novo desenho de aerofólio projetado para atrasar o efeito de Mach tuck. A área do estabilizador horizontal e do estabilizador vertical também foram aumentados. Dois protótipos foram construídos, sendo o primeiro concluído em fevereiro de 1947 e voando pela primeira vez no dia 1 de março. O segundo protótipo juntou-se aos testes do fabricante no final do mesmo mês. Uma destas aeronaves participou em uma apresentação em Tushino no dia 3 de agosto de 1947, onde recebeu o nome dado pela USAF de Type 5. O empuxo adicional aumentou a velocidade máxima da aeronave entre 40 a 70 km/h em relação ao 152. O segundo protótipo iniciou os testes de aceitação do estado em 9 de setembro e demonstrou uma velocidade máxima de 905 km/h a uma altitude de 2.000 m. Podia atingir 5.000 m em quatro minutos utilizando a pós-combustão. A aeronave foi rejeitada pela Força Aérea Soviética quando os testes foram encerrados em 28 de janeiro de 1948. O relatório dizia que o motor YuF precisava de mais trabalho antes de estar pronto para produção, a aeronave tinha problemas de estabilidade longitudinal, requerida forças excessivas para os comandos de aileron e profundor e o trem de pouso era problemático. A Lavotchkin consequentemente cancelou o programa.

### Izdeliye174TK
Uma versão experimental do Izdeliye 156 foi construída em 1947 sob o nome de Izdeliye 174TK (Tonkoye Krylo - asa fina). Possuía uma asa muito fina, com cerca de 6% de finura, a qual acredita-se ser a mais fina voada em todo o mundo, equipada com um motor importado Rolls-Royce Derwent V, com um empuxo de 15,6 kN, montado em seu nariz. Os três canhões NS-23 foram reposicionados para a parte inferior do nariz para acomodar o motor. Voou pela primeira vez em janeiro de 1948 e atingia uma velocidade de 970 km/h ao nível do mar. Atingia 5.000 m de altitude em apenas 2,5 minutos, mas mesmo com estes ganhos expressivos sobre o 156, ainda era inferior ao Lavotchkin La-160 que havia voado nove meses antes, sendo então o programa cancelado.

## Variantes
- Izdeliye 152 - Primeiro protótipo do 152.
- Izdeliye 154 - Um segundo 152 com um motor turbojato Lyulka TR-1. Cancelado devido a atrasos com o motor.[3]
- Izdeliye 156  - Originalmente conhecido como 152D. Um 152 modificado com um motor YuF, uma versão com pós-combustão do RD-10.[8]
- Izdeliye 174TK - Uma versão com asa fina do 156 com um motor Rolls-Royce Derwent, mas o desempenho já estava sendo passado pelo menor motor do 160, então os desenvolvimentos foram abandonados.[7]

### Citações
1. 1 2  Parsch, Andreas; Aleksey V. Martynov (2008). «Designations of Soviet and Russian Military Aircraft and Missiles» (em inglês)
2. 1 2  Gordon 2002, pp. 109, 112
3. 1 2  Gordon 2002, pp. 109–110, 112
4. ↑  Gordon 2002, pp. 106–107, 109–110
5. ↑  Gordon 2002, pp. 110, 113
6. ↑  Gordon 2002, pp. 113–114
7. 1 2  Gunston 1995, p. 168
8. ↑  Gordon 2002, pp. 106–107, 109–110, 113–114